# Quercus macranthera
Espèce
Classification phylogénétique
Quercus macranthera, le Chêne du Caucase ou Chêne de Perse, est une espèce de plantes du genre des chênes et de la famille des fagacées.

## Répartition
Quercus macranthera occupe les pentes montagneuses d'Anatolie et de Georgie (Forêt pontique du Caucase) ainsi que les versants septentrionaux des Monts d'Elbourz proches de la Mer Caspienne au Nord de l'Iran (Forêts mixtes hyrcaniennes). Il y est présent à une altitude comprise entre 1 000 et 2 500 m.

## Description
Le Chêne du Caucase est un arbre à feuilles caduques pouvant atteindre une hauteur de 35 m. Les feuilles sont alternes, ovoïdes à bords dentelés. Elles mesurent environ 20 cm de long. Elles deviennent rouge-brun à l'automne. La floraison a lieu en mai-juin, l'arbre est monoïque. Les glands sont bruns (environ 2,5 cm de long). L'écorce est brune et s'écaille lorsque l'arbre vieillit.

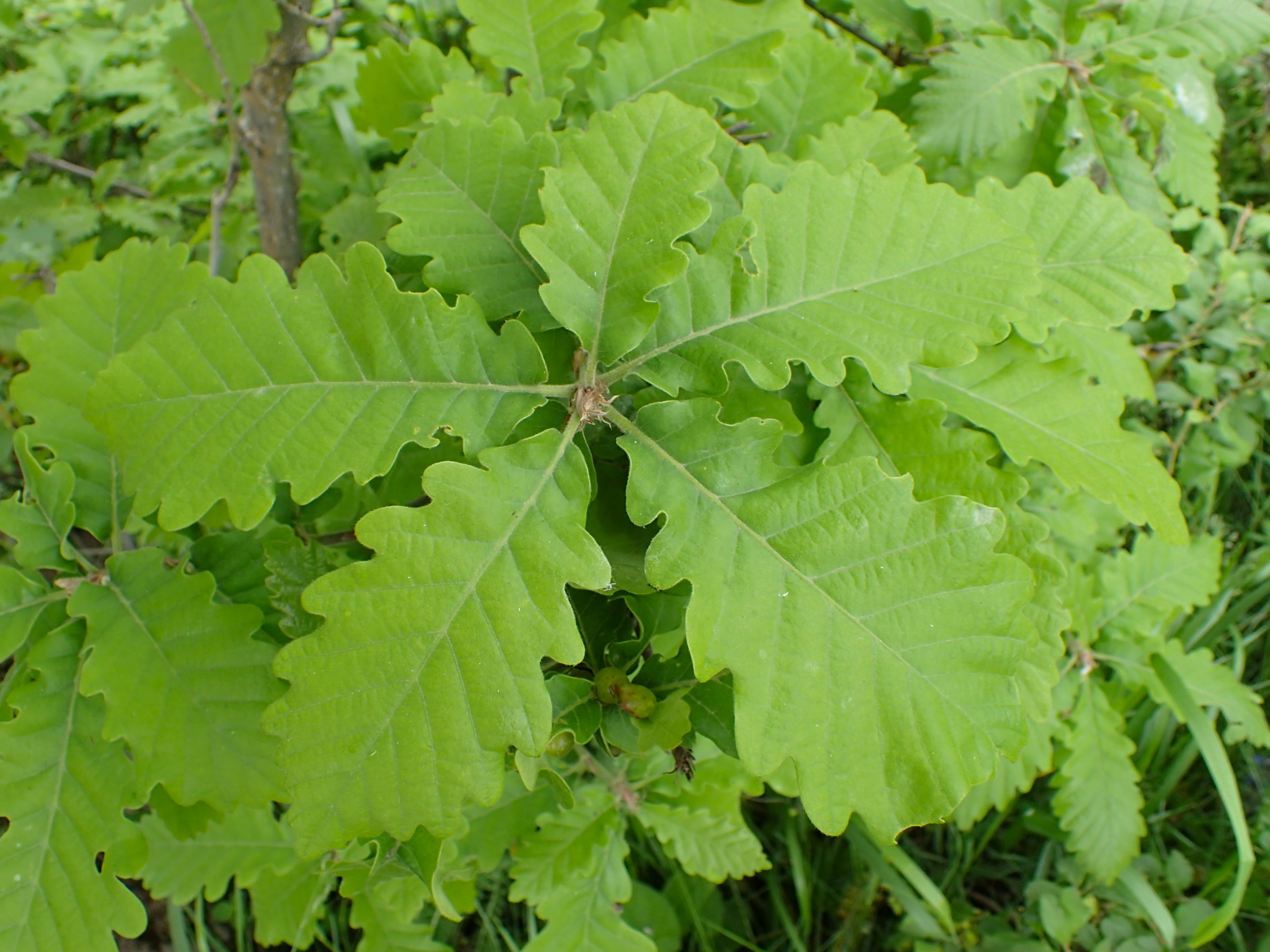
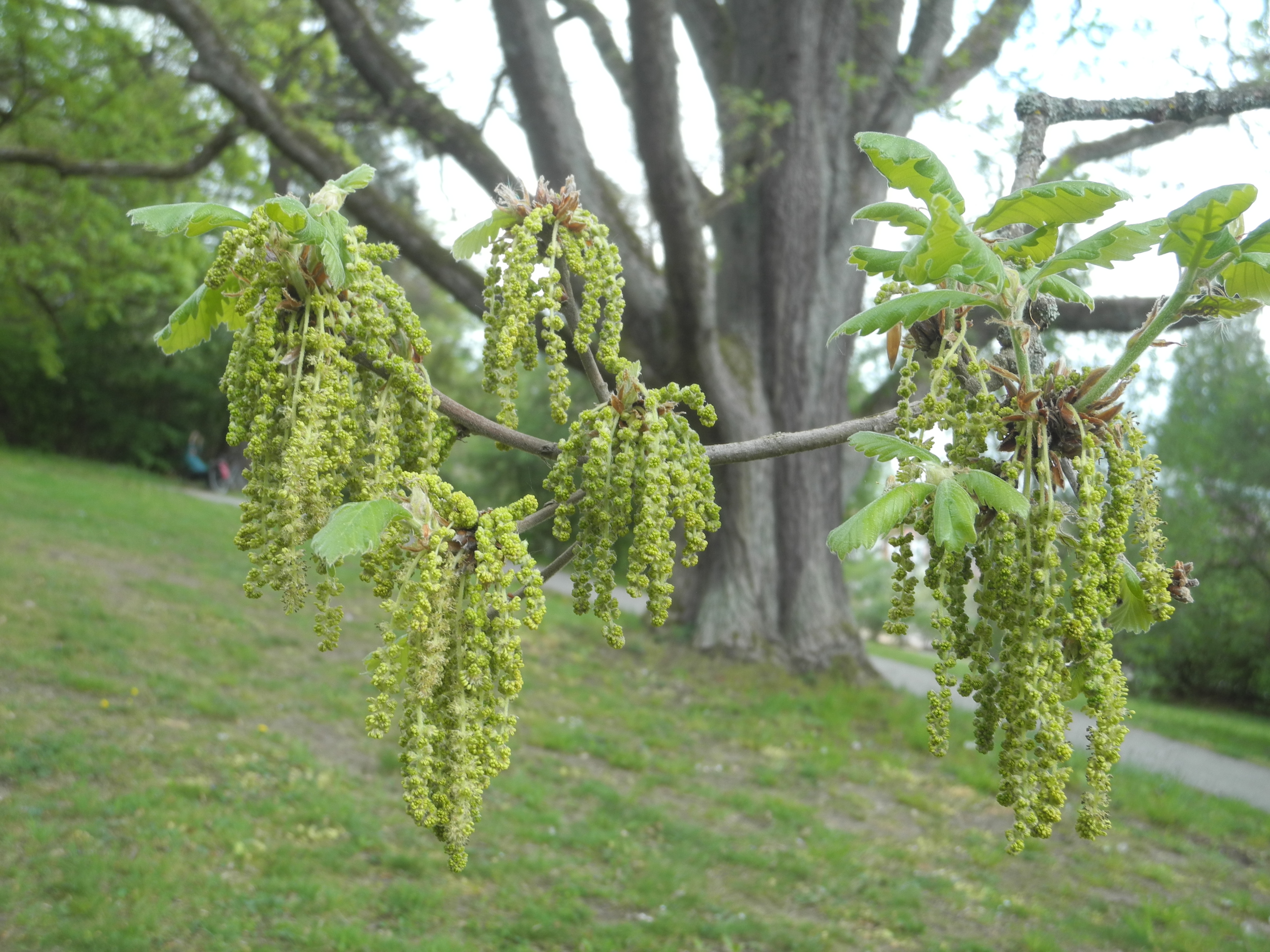
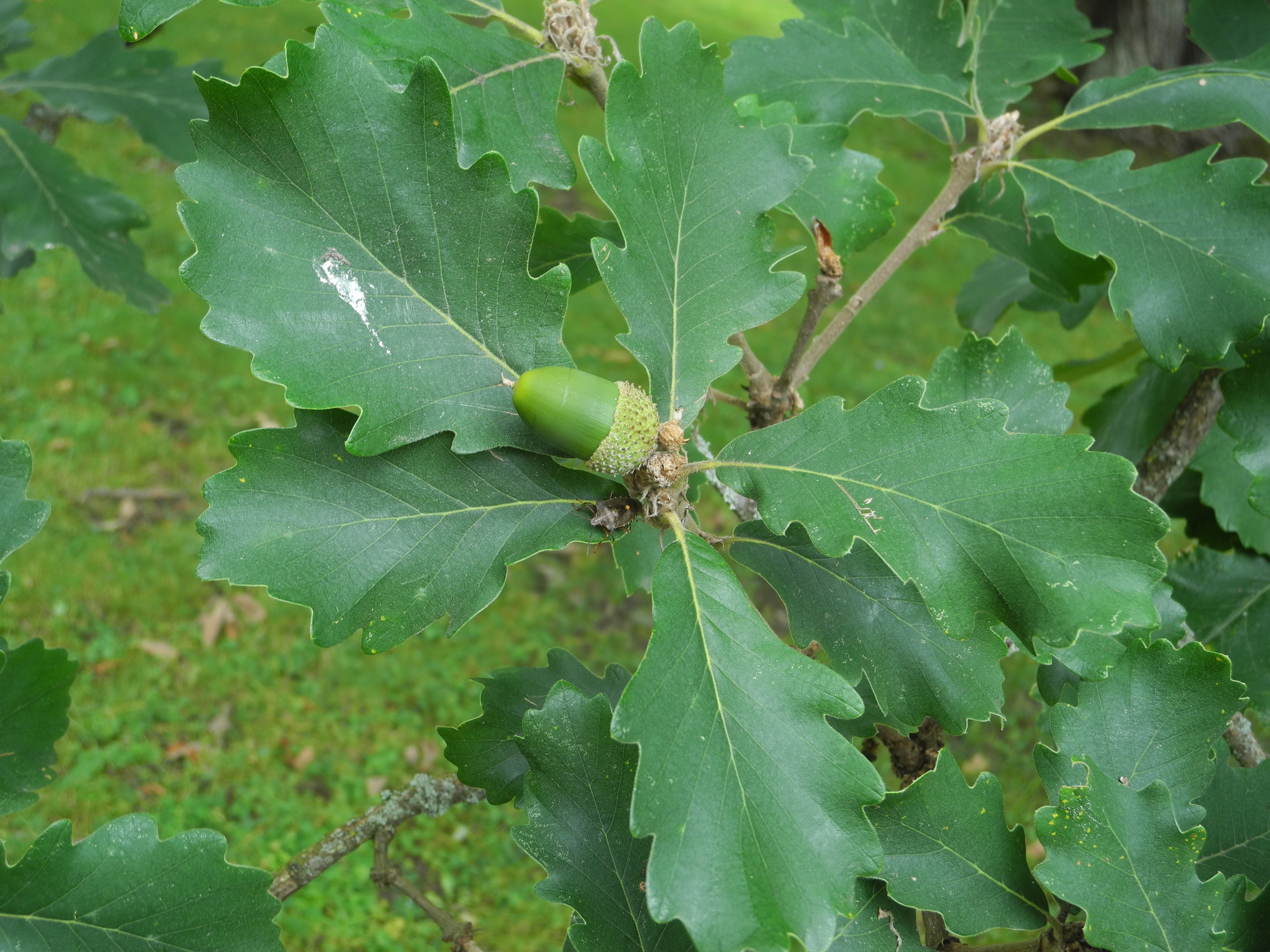

## Sous-espèces
Le Chêne du Caucase existe sous la forme de deux sous-espèces réparties dans deux aires distinctes :
- Quercus macranthera subsp. syspirensis (C. Koch) Menitsky, présent dans les montagnes du nord et de l'est d'Anatolie ;
- Quercus macranthera subsp. macranthera Fisch. & Mey. ex Hohen, répandu dans les forêts subalpines d'Iran et du sud-Caucase.

## Utilisation
Cette essence a été introduite en France en 1873 pour être utilisée à des fins ornementales.
Au XVIIIe siècle, la plupart des vaisseaux russes étaient construits en bois de Chêne du Caucase. 
Les vins et eaux de vie sont fréquemment mis en maturation dans des futs en bois de Chêne du Caucase (bois à gros grain).

## Phylogénie
Quercus macranthera est très proche de Quercus frainetto et de Quercus pyrenaica. Ces espèces se seraient différenciées d'un ancêtre commun (Quercus roburoides) entre la fin du Miocène et le Pliocène. Ces espèces auraient trouvé refuge dans les montagnes du Caucase ou dans les régions pontiques lors des périodes glaciaires.